# Джусінськ
Джусі́нськ (рос. Джусинск) — селище у складі Адамовського району Оренбурзької області, Росія.

## Населення
Населення — 17 осіб (2010; 112 у 2002).
Національний склад (станом на 2002 рік):
- казахи — 82 %